# Dwujęzyczny słownik szkolny
Dwujęzyczny słownik szkolny – rodzaj pedagogicznego opracowania leksykograficznego przeznaczonego w pierwszym rzędzie dla uczniów szkolnych (z pominięciem pierwszego etapu kształcenia obejmującego w Polsce klasy I – III).

## Cechy dwujęzycznych słowników szkolnych w Polsce
Wymagania stawiane słownikom szkolnym w Polsce to m.in.:
1. monodyrekcjonalność: słownik powinien być przeznaczony przede wszystkim dla użytkownika polskojęzycznego,
2. uwzględnienie w mikrostrukturze dodatkowych charakterystyk poszczególnych jednostek leksykalnych języka obcego, jak: sposób wymowy, informacje gramatyczne, przykłady użycia w kontekście (z uwzględnieniem kontekstów zdaniowych), rozbudowany system glos, wskazujących na poszczególne znaczenia wyrazu polisemicznego,
3. stosowanie polskich (nie obcojęzycznych) nazw kwalifikatorów i glos, w miarę możliwości unikanie skrótów,
4. lematyzacja: jako odrębne hasła występują niektóre formy gramatyczne, np. (w części niemiecko-polskiej) formy zaimkowe (niem. mir, mein), formy podstawowe czasowników (las, gesehen), rzeczownikowe formy supletywne (Leute) czy nieregularne formy stopnia wyższego i najwyższego przymiotników (besser, best …)[2][3], uzupełnienie makrostruktury o materiały dodatkowe o charakterze dydaktycznym, jak: skrócona gramatyka danego języka obcego, dodatkowe zestawienie słownictwa według pól tematycznych, okienka encyklopedyczne, kolorowe ilustracje, mapa polityczna i fizyczna kraju, którego język jest nauczany[1][4].

Słowniki szkolne zawierają ograniczoną liczbę haseł (słownictwo związane ze szkołą, z życiem codziennym, z rodziną, hobby itp.). W badanych przez Renatę Nadobnik słownikach szkolnych stwierdzono dla części polsko-niemieckiej od 6500 (Tkaczyk) do 26 000 (Pons) wyrazów hasłowych, a dla części niemiecko-polskiej od 4500 do 21 000 haseł. 

## Przykłady słowników szkolnych (w relacji polsko-niemieckiej)
- Jolanta Ząbecka: Szkolny słownik polsko-niemiecki. Warszawa: Wydawnictwa Szkolne i Pedagogiczne, 1992.
- Sambor Grucza: Szkolny słownik niemiecko-polski, polsko-niemiecki, Warszawa: Graf-Punkt, 1999.
- Stanisław Walewski: Słownik szkolny polsko-niemiecki, niemiecko-polski. Berlin et al.: Langenscheidt, 2001.
- Krzysztof Tkaczyk: Słownik niemiecko-polski, polsko-niemiecki dla gimnazjów. Warszawa: Wilga, 2001.
- Pons. Szkolny słownik niemiecko-polski, polsko-niemiecki. Poznań: Klett, 2002.
- Szkolny słownik polsko-niemiecki, niemiecko-polski. Paris – Wrocław: Larousse Polska, 2003.

Do użytku szkolnego – choć nie tylko  – przeznaczony jest też
- Langenscheidt Słownik Partner polsko-niemiecki, niemiecko-polski. Berlin et al.: Langenscheidt, 2006.